# ОЗЕТ

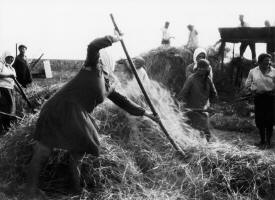
Робота у єврейському колгоспі в Україні. Близько 1930

ОЗЕТ (скорочення від рос. «Общество землеустройства еврейских трудящихся», повна назва — рос. «Всесоюзное общество по земельному устройству трудящихся евреев в СССР» — Всесоюзне товариство з земельного облаштування трудящих євреїв у СРСР) — громадська організація, що ставила за мету «аграризацію» євреїв, тобто залучення частини єврейського населення до сільськогосподарської діяльності.
Товариство було засноване 17 січня 1925 року у Москві. Ліквідоване Сталіним у 1938 році.
Мало філії в Україні (УкрОЗЕТ у Харкові і КримОЗЕТ у Сімферополі), а також у Білорусі (БелОЗЕТ у Мінську), у Грузії (ГрузОЗЕТ у Тбілісі), у Татарстані (ТатОЗЕТ у Казані). 
У 1929 УкрОЗЕТ видавала у Харкові україномовну брошуру «Соціалістична борозна», де інформувала про свою діяльність.
Були й представництва поза межами СРСР — у Західній та Центральній Європі (Берлін, Лондон, Копенгаген, Рига), у Південній Африці (Йоханнесбург), у Північній та Південній Америці (Нью-Йорк, Буенос-Айрес), а також у Тель-Авіві.
Товариство займалося створенням єврейських сіл і формуванням єврейського селянства. 
Наприкінці 1920-х років на тодішній території УРСР було створено 160 єврейських сільських рад, у Криму — 29, а у Білорусі — 27. ОЗЕТ також сприяв створенню сільськогосподарських поселень у Єврейській автономній області. Окрім «Джойнта», у проєкті брали участь також ОРТ та Єврейське колонізаційне товариство.
В Україні було організовано 5 єврейських національних районів: 3 в тодішніх кордонах УРСР (Калініндорф, Сталіндорф і Новозлатопіль) і 2 у Криму — Фрейдорф і Ларіндорф.
З 1931 року нових поселень, фактично, не засновували. Під час другої світової війни єврейські поселення України та Білорусі опинилися у зоні німецької окупації. Більшість їхнього населення була знищена, а по війні не відроджувалися.